# 탈식민주의 여성주의

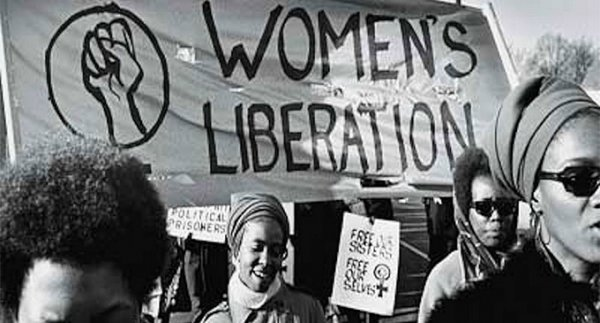
흑인 여성들의 시위

탈식민주의적 여성주의(Postcolonial feminism)는 기존의 여성주의가 서방세계 여성들의 경험에만 기반하고 있다고 지적하는 여성주의 사조이다. 탈식민주의 여성주의는 식민지에서 해방된 비(非)서방 제3세계의 비백인 여성들에게 미치는 인종주의와 장기적인 정치경제 문화적 영향을 탐구하고자 한다. 탈식민주의 여성주의는 개발도상국의 여성주의 이론가들의 기존 여성주의에 대한 비판에서 출발했다. 그들은 주류 여성주의자들의 사고와 주장에 내재된 보편화·일반화 경향이 비서방 국가의 여성들을 제대로 대변하지 못한다고 비판했다.
탈식민주의 여성주의는 "여성"이라는 용어를 어떤 보편적 집단으로 규정하는 것은 여성이라는 존재가 그들의 성별로만 정의되고 그들의 계급, 인종, 민족, 성적 취향 등을 반영하지 못한다고 주장한다. 또한 탈식민주의 여성주의자들은 제3세계의 여성주의 운동을 서방세계의 주류 여성주의 운동에 통합시키기 위한 노력을 하고 있다. 제3세계 여성주의는 제3세계에서 여성주의가 제1세계에서 수입된 것이 아니라 그 사회에 내재된 이념과 사회문화적 요소에 의해 자생했다고 본다.
탈식민주의 여성주의는 원주민 운동을 비롯한 다른 탈식민주의주의 이론들과 긴밀한 연관을 맺고 있다. 또한 주류 여성주의가 인종적 차이를 반영하지 못한다고 비판하는 점에서 흑인 여성주의와도 맥을 같이한다. 탈식민주의 여성주의와 흑인 여성주의를 비롯한 인종자각 여성주의 조류들은 여성주의 서술에 여성들 사이의 인종적 민족적 차이를 반영하기 위해 노력하고 있다. 주류 여성주의에서는 탈식민주의 여성주의가 여성운동을 분리시킴으로써 여성운동 전체를 약화시킨다고 비판하기도 한다.

## 역사

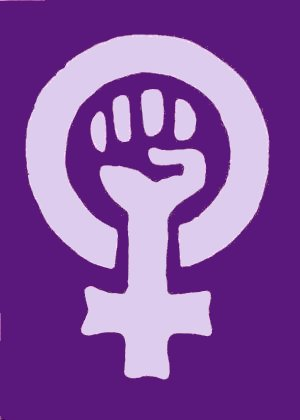
1970년도 여성주의 운동에서 등장한 상징

현대 여성주의는 세 개의 물결로 분류된다. 19세기에 시작된 제1 물결 여성주의는 경제적, 교육적 혜택을 충분히 누린 백인 중산층 여성으로 구성되었으며, 이들의 핵심 의제는 대부분 부유한 여성들을 위한 것이었다. 제1 물결 여성주의자는 동등한 참정권과 법적 권리 획득에 집중하여 투쟁했지만, 이들의 운동은 인종차별의 억압 아래 놓인 유색인종 여성이나 가정에서 소외되고 경제적으로 불리한 노동 여성을 포함시키지 못했다.
여성주의 제2 물결은 여성들이 개인의 일상 속에 존재하는 성차별적 갈등 요소들을 직장, 섹슈얼리티 이슈, 가정, 재생산권 등과 연관된 정치적 담론으로 확대시킬 수 있도록 독려하였다. 한 세기 동안 발전한 페미니즘 이론은 여성들 사이 존재하는 문화적, 사회적 격차를 반영하지 못했다. 당시 제시된 의제는 제1 물결을 촉발한 서양 백인 여성을 중심으로만 구성되어 있었다. 지난 이십 년 동안 탈식민주의 여성주의는 여성주의 제3 물결의 일부로 등장하였으며, 여성 개인 경험의 다양성을 반영함으로써 이전 여성주의 전반에 깔린 인종주의적 시각에 대한 대안을 제시했다.
식민주의 문학 비평에서 발생한 탈식민주의 여성주의는 국제화(globalization)으로부터 비롯된 전형적 서사(grand narratives)에서 벗어나기 위해 촉발되었다. 탈식민주의 여성주의는 다른 계층에 놓인 여성들의 다양성을 인지함으로써 서양중심의 여성주의가 단순히 그들의 여성 억압에만 저항한다는 시점을 제시했다. 반면 탈식민주의는 젠더 이슈를 사회의 다른 영역까지 끌어들였다.

## 이론
탈식민주의 여성주의는 비교적 최근에 시작된 이론으로, 탈식민주의 이론학자들이 19세기 식민주의, 제국주의 문화가 어떻게 타문화를 바라보는 시각에 영향을 주는지에 대해 분석하며 진행되었다. 이 특정한 여성주의는 사회 속의 복잡한 억압 관계를 바라보는 새로운 시각을 제시하며 여성주의 담론 범위를 확대했다.
탈식민주의 여성주의는 서양중심 여성주의와 탈식민주의에 대한 이론에 대한 단순한 비판으로 시작되었지만, 이후 양쪽 영역을 모두 아우르는 이론으로 자리 잡게 되었다. 식민주의 이후 현대 정치, 사회, 경제에 잔존하는 식민주의의 영향력에 집중하는 탈식민주의 주류 이론가는 달리, 탈식민주의 여성주의는 기존 탈식민주의 이론학자들이 인지하지 못했던 식민주의가 젠더 이슈에 미친 영향력에 대해 분석한다. 탈식민주의 여성주의는 또한 서양중심 여성주의자들의 이론을 세계 모든 여성들을 위한 이론으로 확대하는 것에 초점을 맞추었다. 이러한 방식을 통해, 탈식민주의 페미니즘은 탈식민주의와 서양중심 여성주의가 갖는 한계를 탈피하려 한다. 탈식민주의 이론의 중심 개념은 탈식민주의 여성주의의 많은 부분을 차지한다.
탈식민주의 여성주의의 대표적 이론가인 찬드라 탈파드 모한티는 에세이 '서구인의 눈으로'에서 처음으로 기존 페미니즘과 식민주의의 문제점을 제시했다. 이 에세이에서 모한티는 서양 여성주의자가 어떻게 제3 세계 여성들의 자신의 작품을 위한 한정된 문학적 장치로 사용하는지에 대해 논했다. 모한티는 이 여성들이 작품 속에서 가부장적 권력 구조 아래 희생양으로써만 묘사되는 양상에 대해 비판했다.

## 같이 보기
- 세계 여성주의
- 여성주의의 역사
- 상호교차성
- 이슬람 여성주의
- 포스트여성주의